# Steppgewebe
Steppgewebe ist ein Doppelgewebe mit mehreren Fadensystemen, mindestens mit zwei Ketten, dem echten Pikee, einem Hohlgewebe mit Füllschuss. Die Oberfläche wird dabei wie bei Matelassé durch ein Feingewebe bestimmt, das manchmal auch die Rückseite abdeckt. Das Steppgewebe ist nicht mit Steppstoff zu verwechseln.
Im Inneren des Gewebes befinden sich mustermäßig eingebundene Füll- und Figurenschüsse aus dickerem, dochtigem Material. Auf der feinfädigen Oberseite zeichnen sie sich plastisch ab.
Steppgewebe wird etwa für Stepparbeiten und Quilte eingesetzt.